# Андерсон, Эдуард
Эдуард Вильгельм Франц Андерсон (нем. Eduard Wilhelm Franz Anderson; 13 марта 1873, Пасленк — 5 января 1947, Штаде) — немецкий художник, директор музея в прусским Кенигсберге.

## Биография
Эдуард Андерсон родился 13 марта 1873 года в Пасленке; с 1893 по 1903 год он учился в Академии искусств в Кенигсберге. В период обучения он совершил ряд поездок в Нидерланды, Северную Африку, Ближний Восток, а также — в Северную Америку. Будучи пейзажистом, художником и литографом, Андерсон выбирал в качестве объектов для своих работах виды Восточной Пруссии: в частности, города Кенигсберг и Куршской косы.
С 1897 по 1920 год Эдуард Андерсон руководил отделом, содержавшим коллекцию медных работ в Кёнигсбергском университете (Альбертина); с 1910 по 1927 он заведовал коллекциями произведений искусства всего города Кенигсберг. С 1910 по 1932 год Андерсон являлся секретарем в составе совета по искусству Кенигсберга (Königsberger Kunstverein). Под его руководством в Кенигсбергском замке была основана картинная галерея; также он основал музей истории города в ратуше «Kneiphöfschen Rathaus», став в 1927 году его первым директором. Эдуард Андерсон скончался в Штаде 5 января 1947 года.

## Работы
- Vom Kneiphöfschen Rathaus zum Stadtgeschichtlichen Museum. Königsberg i. Pr. 1929
- Das Kanthäuschen in Moditten. Königsberg i. Pr. 1936
- Führer durch Königsberg und Umgebung, 7. Auflage. Königsberg i. Pr. 1934
- Zum 100jährigen Bestehen des Kunstvereins Königsberg. Königsberg i. Pr. 1931

## Семья
Эдуард Андерсон был братом писательницы Лидии Тимпер-Андерсон (нем. Lydia Timper-Anderson; 1867—1935).